# Show Me Your Tears
Show Me Your Tears è il sesto e ultimo album in studio del gruppo musicale Frank Black and the Catholics, pubblicato nel 2003. 

## Tracce
1. Nadine – 3:05
2. Everything Is New – 3:51
3. My Favorite Kiss – 2:06
4. Jaina Blues – 3:51
5. New House of the Pope – 3:15
6. Horrible Day – 3:37
7. Massif Centrale – 4:52
8. When Will Happiness Find Me Again? – 2:19
9. Goodbye Lorraine – 2:37
10. This Old Heartache – 3:27
11. The Snake – 2:01
12. Coastline – 1:57
13. Manitoba – 4:33

## Formazione

### Frank Black and the Catholics
- Frank Black – voce, chitarra
- Scott Boutier – batteria, campane
- Rich Gilbert – chitarra, piano, pedal steel guitar, voce
- David McCaffrey – basso, voce
- David Philips – chitarra, pedal steel guitar, voce

### Altri musicisti
- Joey Santiago – chitarra
- Keith Moliné – chitarra
- Stan Ridgway – armonica, melodica, banjo, percussioni, voce
- Eric Drew Feldman – organo
- Van Dyke Parks – piano, fisarmonica
- Rob Laufer – piano, voce
- Jack Kidney – sassofono, armonica
- Andy J. Perkins – tromba
- Cynthia Haagens, Eric Potter, Jean Black, Pietra Wexstun – voce